# Moimbassa
Moimbassa ist eine Gemeinde in der Präfektur Fomboni auf der komorischen Insel Mohéli. Sie umfasst die drei Dörfer M'Batsé, Hoani und Domoni.

## Lage
Moimbassa liegt im Nordosten der Insel Mohéli des Archipels der Komoren im Indischen Ozean. Die Gemeinde umfasst die drei nördlichsten Dörfer auf der Insel. Hier münden mit dem Mro oua Bouéni und dem Mouhoudzoundzou zwei der größten Flüsse Mohélis in den Ozean.